# Totte Steneby
Totte Steneby, född 24 mars 1983, är en svensk sommelier och tidigare barnskådespelare.
Steneby studerade vid teaterlinjen på Sankt Eriks gymnasium i Stockholm. Han har medverkat i flera filmer och även gjort reklamfilm. År 2010 vann han Nordiska mästerskapen i sommelierie. Han är son till skådespelaren Lennart R. Svensson och Anna Steneby.

## Filmografi
- 1996 – Kalle Blomkvist - Mästerdetektiven lever farligt
- 1996 – Pin up
- 1997 – Kalle Blomkvist och Rasmus
- 1997 – Sanning eller konsekvens
- 2000 – Barnen på Luna (TV-serie)